# Xochimilco
Xochimilco (nahuatl za „Plutajuća polja cvijeća”) je jedno od 16 okruga (delegaciones) glavnog grada Meksika, Ciudad de Mexica), koji je nekada bio neovisni grad osnovan na južnoj obali istoimenog jezera. Danas se sastoji od 18 četvrti (barrios) i 14 sela (pueblos) koja ih okružuju; na području od 125 km². 
Iako se okrug Xochimilco nalazi u samom središtu grada Meksika, on se smatra južnim dijelom njegovog povijesnog središta, od kojega je i fizički odvojen oko 28 km. Xochimilco je najpozantiji po svojim kanalima na njima se nalaze vještački poljoprivredni otoci chinampas koji privlače brojne turiste, zbog čega je lokalno stanovništvo organiziralo obilaske u šarenim gondolama (trajineras). Ovi kanali, duljine 170 km, su jedini ostaci nekada kompleksnog sustava Astečkih jezera i kanala koji su se protezali Meksičkom dolinom. Naime, Xochimilco je južni ogranak velikog isušenog jezera Texcoco, gdje su se Azteci naselili na skupini otočića povezanih s čvrstim zemljanim mostovima koje su izvorno napravili Xochimilca indijanci.
Zbog toga je Xochimilco, zajedno s povijesnim središtem grada Meksika, upisan na UNESCO-ov popis mjesta svjetske baštine u Sjevernoj Americi 1987. godine kao „svjedočanstvo Asteka da naprave održivo stanište u središtu negostoljubivog krajolika, dok su njegove kolonijalne građevine, sagrađene od 16. stoljeća nadalje, iznimno dobro sačuvane”.
Ovaj poluprirodni, a napola umjetni krajolik, sada je ekološki rezervat prirode. No, danas neprestano propadanje njegovih kanala i chiampasa, zbog nezakonite gradnje oko 2.700 građevina koje zagađuju vode na 31 nezakonitom posjedu (na oko 450 ha), dovodi ovu svjetsku baštinu u pitanje.
- Karta okruga Xohimilco s istaknutim jezerima i chinampas kanalima
- Suvremeni chinampa vrt
- Crkva sv. Bernarda u središtu grada
- Konji u parku Bosque de Nativitas
- Dvorište Likovne akademije

## Vanjske poveznice
- Službena stranica okruga  Arhivirana inačica izvorne stranice od 8. kolovoza 2002. (Wayback Machine) (šp.)
- Fotografije na UNESCO-ovim službenim stranicama  Arhivirana inačica izvorne stranice od 4. veljače 2012. (Wayback Machine) (engl.)